# 同窓会 (トーク番組)
『同窓会』（どうそうかい）は、1999年4月16日から同年9月24日までテレビ東京系列局で放送されていたテレビ東京製作のトーク番組である。放送時間は毎週金曜 22:00 - 22:30 （日本標準時）。タイトル題字は片岡鶴太郎。

## 概要
各回のゲスト出演者たちが再会してみたかった人物（恩義のある人物、かつての共演仲間、盟友など）を収録現場に招き、思い出話をする模様を放送していた番組である。場所と放送内容もゲストが決めることができ、萩本欽一がゲストの回では相方の坂上二郎を呼ぶも、2人は「面と向かって話すのも恥かしい」と舞台とセットを用意させ、即席でコント55号のコント数本を再現するなどした。

## テーマ曲
- 『同窓会』村下孝蔵

## スタッフ
- 撮影：佐々木秀夫
- 音声：益子宏明
- VE：島崎靖
- 編集：石川浩通、二階堂明
- MA：竹岡良樹
- 番宣：橋田道子（テレビ東京）
- 技術協力：ライズカンパニー、オムニバス・ジャパン
- 演出：片岡K
- プロデューサー：伊藤成人（テレビ東京）、橋田敦子（アミューズ）
- 製作：テレビ東京、アミューズ